# Sofia Shinas
Sofia Shinas (Windsor, Ontario, Canadá; 17 de enero de 1968) es una cantante, compositora, actriz y directora griega canadiense.
Ingresó a la industria del entretenimiento como artista de grabación y luego se dedicó a la actuación. Después de graduarse de la escuela de cine, se convirtió en directora. Es conocida por su papel de la prometida asesinada de Eric Draven (Shelly) en la película El Cuervo, protagonizada por Brandon Lee.

## Carrera profesional

### Artista de grabación
En 1992, lanzó su álbum debut homónimo en Warner Records. Coescribió todas las canciones y trabajó con varios productores y remezcladores, incluidos Steve Peck, Daniel Abraham (productor discográfico), Mitch Kaplan, Mark 'MK' Kinchen, Roger Sanchez, Tommy Musto, Ben Grosse y Boris Granich.
Su primer sencillo, «The Menssage», alcanzó el puesto 20 en la lista de Dance/Club Play de Billboard y fue un éxito de pop cruzado, alcanzando el puesto 75 en la lista Hot 100. Su segundo sencillo, «One Last Kiss», no llegó a las listas de Estados Unidos, pero se convirtió en un éxito menor en su Canadá natal. Su último sencillo, «State of Mind», alcanzó el puesto 16 en la lista Dance / Club Play. Recibió una nominación a los premios Juno como vocalista femenina más prometedora en 1993. 
Shinas dejó el negocio de la música para seguir una carrera como actor y director, desde entonces no ha lanzado otro álbum.

### Actriz de cine
Hizo su debut cinematográfico en el thriller de acción de 1994 El Cuervo, protagonizada por Brandon Lee. El éxito de taquilla se ha convertido en un favorito de culto. Shinas luego consiguió un papel junto a Charlie Sheen y Nastassja Kinski en Terminal Velocity.
Actuó junto a C. Thomas Howell en la acción / drama independiente, Hourglass y en la película de acción de 1997, Dilemma.

### Actriz de televisión
Shinas apareció en dos episodios de la serie de televisión The Outer Limits (en los episodios de "Valerie 23" y "Mary 25") y en un episodio de The Hunger.

### Director de cine
El primer largometraje de Shinas como director fue el thriller My Stepdaughter, estrenado en agosto de 2015.

## Educación
En 2008 se graduó de la Escuela de Artes Cinematográficas de la Universidad del Sur de California en Los Ángeles, donde dirigió una película titulada Spring Eternal como proyecto de tesis.

## Vida personal
Habla con fluidez en inglés, hebreo y griego, la directora viaja a menudo entre su hogar en Hollywood y su ciudad natal canadiense.
Es activista animal pues tiene cuatro gatos y un perro. Es una ávida defensora de las organizaciones de conservación y bienestar dedicadas a ayudar a las especies en peligro de extinción. Está particularmente interesada en los grandes felinos y ha trabajado con tigres en el cuidado de humanos.

## Filmografía
| Película   | Película                            | Película                                     | Película                           |
| Año        | Película                            | Papel                                        | Notas                              |
| ---------- | ----------------------------------- | -------------------------------------------- | ---------------------------------- |
| 1994       | El Cuervo                           | Shelly Webster                               |                                    |
| 1994       | Terminal velocity                   | Maxine ''Piernas rotas Max''                 |                                    |
| 1995       | Hourglass                           | Dara Jensen                                  |                                    |
| 1996       | Ripper Man                          | Gena                                         |                                    |
| 1996       | Dilemma                             | Lydia Cantrell                               |                                    |
| 1997       | Hostile Intent                      | Gina                                         | Título alternativo: Juegos letales |
| 2000       | Red Shoe Diaries 12: Girl on a Bike | Mujer en tren                                | Segmento: "Fronteras de la sal"    |
| 2004       | Planet of the Pitts                 | Fay Kennedy, presentadora de noticias de NBC |                                    |
| 2015       | Mi hijastra                         |                                              | Debut como director                |
| 2016       | DaZe: Vol. Too (sic) – NonSeNse     | Rosabel                                      |                                    |
| Televisión |                                     |                                              |                                    |
| Año        | Título                              | Papel                                        | Notas                              |
| 1994       | Red shoe diaries                    | Mujer en tren                                | 1 episodio                         |
| 1994       | Blue Skies                          | Gina                                         | 1 episodio                         |
| 1998       | The Hunger                          | Claire                                       | 1 episodio                         |
| 1995–1998  | The Outer Limits                    | María 25 / Valerie 23                        | 2 episodios                        |

## Discografía

### Álbumes
- 1992: Sofia Shinas

### Singles
- 1992: "The Message"
- 1992: "One Last Kiss"
- 1992: "State of Mind (You Make Me Feel Good)"